# Блок Володимира Сальдо
«Блок Володимира Сальдо» — заборонена проросійська партія колишнього мера Херсона, який повторно балотувався 2020 року, але програв Ігору Колихаєву.
Головою партії є мешканка Чернівців Ірина Хруник, рідна сестра колишнього першого заступника Херсонського мера Ігоря Пастуха. У декларації вона вказала спільну власність з матір'ю та дружиною Ігоря Пастуха Оксаною.
20 березня 2022 року РНБО ухвалила рішення призупинити діяльність низки політичних партій, які підозрюються у зв'язках з РФ, серед них і «Блок Володимира Сальдо».
14 червня 2022 року Восьмий апеляційний адміністративний суд затвердив заборону діяльності партії в Україні.